# Ladik Gölü

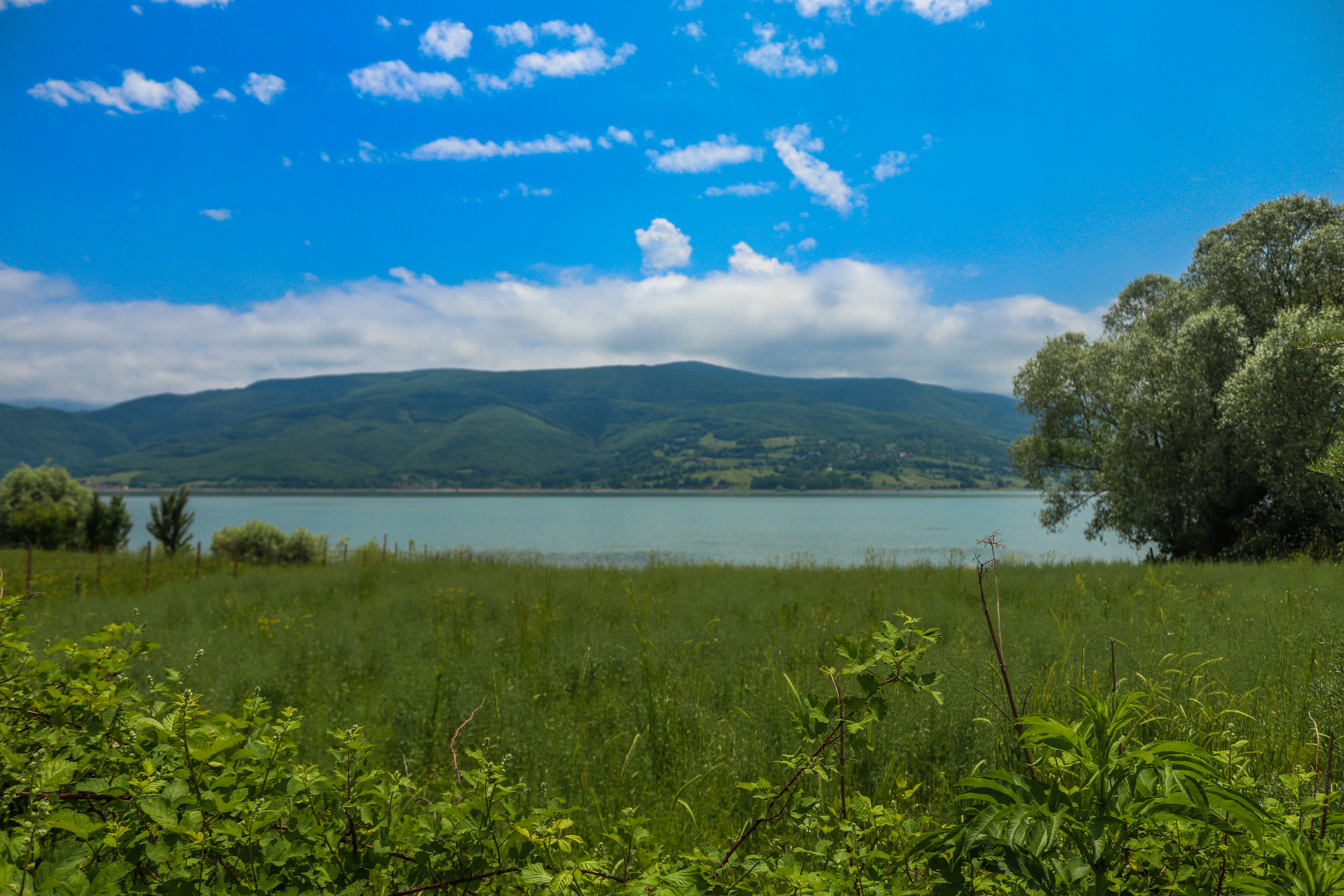
El llac.

El llac Ladik (en turc: Ladik Gölü; en grec: Στιφάνη Λίμνη, romanització del grec: Stifáni Limni) és un llac a la província de Samsun, situat a la Turquia asiàtica. La ciutat de Ladik és a 6 km a l'oest del llac Ladik.
Antigament se l'anomenava Stifane, i es trobava a la part nord-occidental de l'Antic Pont, al districte anomenat Fazemonitis. Segons Estrabó, el llac era abundant en peixos, i en les seves ribes hi havia excel·lents pastures.
La riba sud del llac Ladik va ser l'epicentre de l'Terratrèmol d'Anatòlia del Nord de 1668, que va tenir una magnitud de 8,0 en l'escala de magnitud de moment i que és el terratrèmol més gran registrat a Turquia.
El seu nom modern és Boğazköy Gölü.